# جایزه سینمایی انتخاب منتقدان برای بهترین فیلم‌نامه غیر اقتباسی

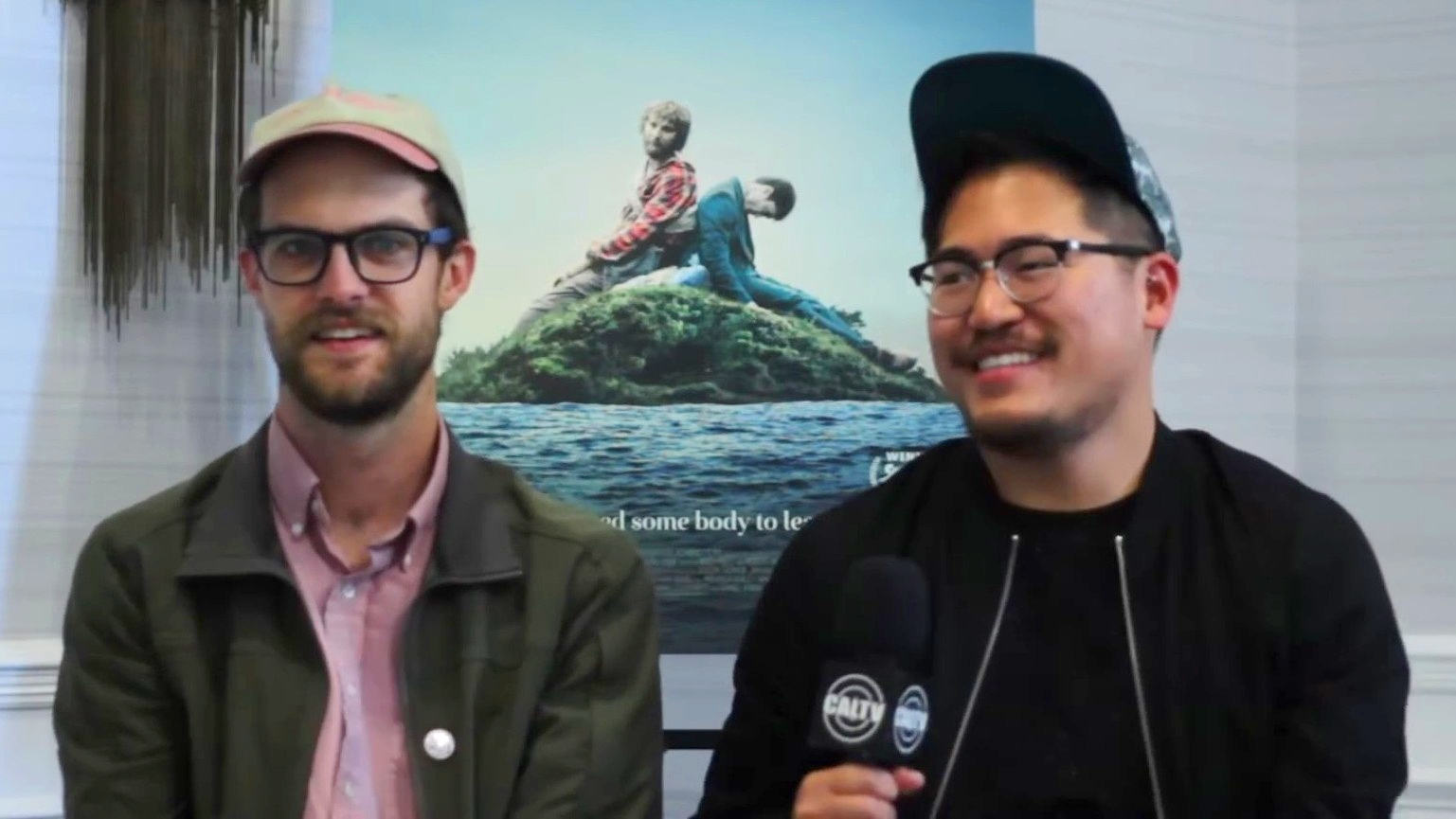
فیلم فیلم

جایزه سینمایی انتخاب منتقدان برای بهترین نمایشنامه (انگلیسی: Critics' Choice Movie Award for Best Screenplay) جایزه‌ای که توسط انجمن منتقدان پخش فیلم به فعالان بخش سینما داده می‌شود.

## لیست برنده‌ها و نامزدها
توضیحات:
- "†" نشان می‌دهد برنده جایزه اسکار بهترین فیلم‌نامه غیراقتباسی شده‌است.
- "‡" نشان می‌دهد برنده جایزه اسکار بهترین فیلم‌نامه اقتباسی شده‌است.
- "††" نشان می‌دهد نامزد جایزه اسکار بهترین فیلم‌نامه غیراقتباسی شده‌است.
- "‡‡" نشان می‌دهد نامزد جایزه اسکار بهترین فیلم‌نامه اقتباسی شده‌است.
- "§" نشان می‌دهد برنده جایزه گلدن گلوب شده‌است که برای جایزه اسکار نامزد نشده‌است.

### ۱۹۹۵–۱۹۹۶ (بهترین نمایشنامه)
| سال  | نویسنده‌ها        | فیلم                 |
| ---- | ---------------- | -------------------- |
| ۱۹۹۵ | اما تامپسون ‡    | عقل و احساس (فیلم)   |
| ۱۹۹۶ | آنتونی مینگلا ‡‡ | بیمار انگلیسی (فیلم) |

### ۱۹۹۷–۲۰۰۰ (بهترین نمایشنامه – غیراقتباسی / اقتباسی)
| سال  | نمایشنامه، غیراقتباسی       | نمایشنامه، غیراقتباسی | نمایشنامه، اقتباسی            | نمایشنامه، اقتباسی      |
| سال  | نویسنده‌ها                   | فیلم                  | نویسنده‌ها                     | فیلم                    |
| ---- | --------------------------- | --------------------- | ----------------------------- | ----------------------- |
| 1997 | مت دیمون و بن افلک †        | ویل هانتینگ خوب       | برایان هالگلند و کرتیس هنسن ‡ | محرمانه لس آنجلس (فیلم) |
| 1998 | مارک نورمن و تام استاپارد † | شکسپیر عاشق           | اسکات اسمیت (نویسنده) ‡‡      | یک نقشه ساده            |
| 1999 | آلن بال †                   | زیبایی آمریکایی       | فرانک دارابونت ‡‡             | مسیر سبز                |
| 2000 | کامرون کرو †                | تقریباً مشهور          | استیون گیگان ‡                | قاچاق (فیلم ۲۰۰۰)       |

### ۲۰۰۱–۲۰۰۸ (بهترین نویسنده)
| سال  | نویسنده‌ها                                      | فیلم                                           |
| ---- | ---------------------------------------------- | ---------------------------------------------- |
| 2001 | کریستوفر نولان ††                              | ممنتو                                          |
| 2001 | برادران کوئن و برادران کوئن                    | مردی که آنجا نبود                              |
| 2001 | آکیوا گلدزمن ‡                                 | ذهن زیبا                                       |
| 2002 | چارلی کافمن                                    | اقتباس (فیلم ۲۰۰۲) ‡‡ و اعترافات یک ذهن خطرناک |
| 2002 | الکساندر پین و جیم تیلور (نویسنده)             | درباره اشمیت                                   |
| 2002 | نیا واردالوس ††                                | عروسی یونانی پرریخت‌وپاش و بزرگ من              |
| 2003 | جیم شریدان، Naomi Sheridan, و کیرستن شریدان †† | در آمریکا                                      |
| 2003 | جان اوگست                                      | ماهی بزرگ                                      |
| 2003 | سوفیا کوپولا †                                 | گمشده در ترجمه                                 |
| 2003 | برایان هالگلند ‡‡                              | رودخانه میستیک                                 |
| 2003 | گری راس ‡‡                                     | سیبیسکوت (فیلم)                                |
| 2004 | الکساندر پین و جیم تیلور (نویسنده) ‡           | راه‌های فرعی (فیلم)                             |
| 2004 | بیل کاندن                                      | کینزی (فیلم)                                   |
| 2004 | چارلی کافمن †                                  | درخشش ابدی یک ذهن پاک                          |
| 2004 | جان لوگان (نویسنده) ††                         | هوانورد (فیلم ۲۰۰۴)                            |
| 2004 | دیوید مگی ‡‡                                   | در جستجوی ناکجاآباد                            |
| 2005 | پل هگیس و رابرت مورسکو †                       | تصادف (فیلم ۲۰۰۴)                              |
| 2005 | نوآ بامباک ††                                  | ماهی مرکب و نهنگ                               |
| 2005 | جرج کلونی و گرانت هسلو ††                      | شب‌بخیر و موفق باشید.                           |
| 2005 | دن فوترمن ‡‡                                   | کاپوتی (فیلم)                                  |
| 2005 | لری مک‌مرتری و دایانا اسانا ‡                   | کوهستان بروکبک                                 |
| 2006 | مایکل آرندت †                                  | میس سان‌شاین کوچولو                             |
| 2006 | Guillermo Arriaga ††                           | بابل (فیلم ۲۰۰۶ آمریکایی)                      |
| 2006 | تاد فیلد و تام پروتا ‡‡                        | بچه‌های کوچک (فیلم)                             |
| 2006 | زک هلم                                         | عجیب‌تر از داستان (فیلم ۲۰۰۶)                   |
| 2006 | ویلیام موناهان ‡                               | رفتگان                                         |
| 2006 | پیتر مورگان ††                                 | ملکه (فیلم ۲۰۰۶)                               |
| 2007 | دیابلو کودی †                                  | جونو (فیلم)                                    |
| 2007 | برادران کوئن و برادران کوئن ‡                  | جایی برای پیرمردها نیست (فیلم)                 |
| 2007 | تونی گیلروی ††                                 | مایکل کلیتون                                   |
| 2007 | نانسی اولیور ††                                | لارس و دختر واقعی                              |
| 2007 | شان پن                                         | به‌سوی طبیعت وحشی                               |
| 2007 | آرون سورکین                                    | جنگ چارلی ویلسون                               |
| 2008 | سایمن بوفوی ‡                                  | میلیونر زاغه‌نشین                               |
| 2008 | داستین لنس بلک †                               | میلک (فیلم)                                    |
| 2008 | پیتر مورگان ‡‡                                 | فراست/نیکسون                                   |
| 2008 | اریک راث ‡‡                                    | مورد عجیب بنجامین باتن                         |
| 2008 | جان پاتریک شنلی ‡‡                             | تردید (فیلم ۲۰۰۸)                              |

### 2009 / 2010s (بهترین نمایشنامه غیراقتباسی / بهترین نمایشنامه اقتباسی)
| سال  | نمایشنامه غیراقتباسی                                                            | نمایشنامه غیراقتباسی     | نمایشنامه اقتباسی                                                 | نمایشنامه اقتباسی                |
| سال  | نویسنده‌ها                                                                       | فیلم                     | نویسنده‌ها                                                         | فیلم                             |
| ---- | ------------------------------------------------------------------------------- | ------------------------ | ----------------------------------------------------------------- | -------------------------------- |
| 2009 | کوئنتین تارانتینو ††                                                            | حرامزاده‌های لعنتی        | شلدن ترنر و جیسون رایتمن ‡‡                                       | بالا در آسمان (فیلم ۲۰۰۹)        |
| 2009 | مارک بول †                                                                      | مهلکه                    | وس اندرسن و نوآ بامباک                                            | آقای فاکس شگفت‌انگیز (فیلم)       |
| 2009 | برادران کوئن و برادران کوئن ††                                                  | یک مرد جدی               | نیل بلومکمپ و Terri Tatchell ‡‡                                   | منطقه ۹                          |
| 2009 | Scott Neustadter و Michael H. Weber                                             | ۵۰۰ روز سامر             | جفری اس فلچر ‡                                                    | گرانبها (فیلم ۲۰۰۹)              |
| 2009 | باب پیترسون (فیلم‌ساز) و پیت داکتر ††                                            | بالا (فیلم ۲۰۰۹)         | تام فورد و David Scearce                                          | یک مرد مجرد                      |
| 2009 |                                                                                 |                          | نیک هورن‌بای ‡‡                                                    | درس‌آموزی                         |
| 2010 | دیوید سیدلر †                                                                   | سخنرانی پادشاه           | آرون سورکین ‡                                                     | شبکه اجتماعی (فیلم)              |
| 2010 | لیسا چولودنکو و استوارت بلامبرگ ††                                              | بچه‌ها حالشان خوب است     | مایکل آرندت، جان لستر، اندرو استنتون، و لی آنکریچ ‡‡              | داستان اسباب‌بازی ۳               |
| 2010 | وres Heinz, Mark Heyman, و John McLaughlin                                      | قوی سیاه (فیلم ۲۰۱۰)     | دنی بویل و سایمن بوفوی ‡‡                                         | ۱۲۷ ساعت                         |
| 2010 | مایک لی ††                                                                      | سالی دیگر (فیلم)         | برادران کوئن و برادران کوئن ‡‡                                    | شجاعت واقعی                      |
| 2010 | کریستوفر نولان ††                                                               | تلقین (فیلم)             | بن افلک، پیتر کریگ, و آرون استکرد                                 | شهر                              |
| 2010 | Keith Dorrington, Eric Johnson, اسکات سیلور، و Paul Tamasy ††                   | مشت‌زن (فیلم ۲۰۱۰)        | Debra Granik و Anne Rosellini ‡‡                                  | زمستان استخوان‌سوز                |
| 2011 | وودی آلن †                                                                      | نیمه‌شب در پاریس          | استیون زایلیان، آرون سورکین، و Stan Chervin ‡‡                    | مانیبال                          |
| 2011 | دیابلو کودی                                                                     | بزرگسال جوان             | جان لوگان (نویسنده) ‡‡                                            | هیوگو (فیلم)                     |
| 2011 | میشل آزاناویسوس ††                                                              | آرتیست                   | الکساندر پین، نت فکسون، و جیم رش ‡                                | زادگان                           |
| 2011 | توماس مک‌کارتی (هنرپیشه) و Joe Tiboni                                            | بازی برد-برد (فیلم)      | اریک راث                                                          | فوق‌العاده بلند و بیش از حد نزدیک |
| 2011 | Will Reiser                                                                     | ۵۰/۵۰                    | تیت تیلور                                                         | خدمتکاران (فیلم)                 |
| 2012 | کوئنتین تارانتینو †                                                             | جنگوی زنجیربریده         | تونی کوشنر ‡‡                                                     | لینکلن (فیلم ۲۰۱۲)               |
| 2012 | پل توماس اندرسن                                                                 | استاد (فیلم ۲۰۱۲)        | استیون شباسکی                                                     | مزایای گوشه‌گیر بودن (فیلم)       |
| 2012 | وس اندرسن و رومن کوپولا ††                                                      | قلمرو طلوع ماه           | دیوید مگی ‡‡                                                      | زندگی پی (فیلم)                  |
| 2012 | مارک بول ††                                                                     | سی دقیقه پس از نیمه‌شب    | دیوید او. راسل ‡‡                                                 | دفترچه امیدبخش                   |
| 2012 | John Gatins ††                                                                  | پرواز (فیلم ۲۰۱۲)        | کریس تریو ‡                                                       | آرگو (فیلم ۲۰۱۲)                 |
| 2012 | ریان جانسون                                                                     | لوپر                     |                                                                   |                                  |
| 2013 | اسپایک جونز †                                                                   | او (فیلم ۲۰۱۳)           | جان ریدلی ‡                                                       | ۱۲ سال بردگی                     |
| 2013 | Eric Warren Singer و دیوید او. راسل ††                                          | حقه‌بازی آمریکایی         | استیو کوگان و جف پاپ ‡‡                                           | فیلومنا                          |
| 2013 | وودی آلن ††                                                                     | یاسمن پژمرده             | تریسی لتس                                                         | آگوست: اوسیج کانتی (فیلم)        |
| 2013 | برادران کوئن و برادران کوئن                                                     | درون لوین دیویس          | ریچارد لینکلیتر، ایتن هاک، و ژولی دلپی ‡‡                         | پیش از نیمه‌شب                    |
| 2013 | Bob Nelson ††                                                                   | نبراسکا (فیلم)           | بیلی ری (فیلم‌نامه‌نویس) ‡‡                                         | کاپیتان فیلیپس (فیلم)            |
| 2013 |                                                                                 |                          | ترنس وینتر ‡‡                                                     | گرگ وال استریت                   |
| 2014 | الخاندرو گونسالس اینیاریتو، نیکلاس گیاکوبونه، الکساندر دینلاریس، و آرماندو بو † | بردمن (فیلم)             | جیلین فلین                                                        | دختر گم‌شده (فیلم)                |
| 2014 | وس اندرسن و Hugo Guinness ††                                                    | هتل بزرگ بوداپست         | پل توماس اندرسن ‡‡                                                | خباثت ذاتی (فیلم)                |
| 2014 | دیمین شزل ‡‡                                                                    | شلاق (فیلم ۲۰۱۴)         | برادران کوئن، برادران کوئن، ریچارد لاگراونیس، و William Nicholson | شکست‌ناپذیر (فیلم ۲۰۱۴)           |
| 2014 | دن گیلروی ††                                                                    | شبگرد (فیلم ۲۰۱۴)        | نیک هورن‌بای                                                       | وحشی (فیلم ۲۰۱۴)                 |
| 2014 | ریچارد لینکلیتر ††                                                              | پسرانگی                  | Anthony McCarten ‡‡                                               | نظریه همه‌چیز (فیلم ۲۰۱۴)         |
| 2014 |                                                                                 |                          | گراهام مور ‡                                                      | بازی تقلید                       |
| 2015 | توماس مک‌کارتی (هنرپیشه) و جاش سینگر †                                           | اسپات‌لایت (فیلم ۲۰۱۵)    | آدام مک‌کی و چارلز راندولف ‡                                       | رکود بزرگ (فیلم)                 |
| 2015 | مت چارمن، برادران کوئن، و برادران کوئن ††                                       | پل جاسوس‌ها               | اما داناهیو ‡‡                                                    | اتاق (فیلم ۲۰۱۵)                 |
| 2015 | پیت داکتر، مگ لفاوه، و جاش کولی ††                                              | درون و بیرون (فیلم ۲۰۱۵) | درو گادرد ‡‡                                                      | مریخی (فیلم)                     |
| 2015 | الکس گارلند ††                                                                  | اکس‌مشینا                 | نیک هورن‌بای ‡‡                                                    | بروکلین (فیلم)                   |
| 2015 | کوئنتین تارانتینو                                                               | هشت نفرت‌انگیز            | آرون سورکین                                                       | استیو جابز (فیلم)                |
| 2016 | دیمین شزل ††                                                                    | لا لا لند                | اریک هیزرر ‡‡                                                     | ورود (فیلم ۲۰۱۶)                 |
| 2016 | کنت لونرگان †                                                                   | منچستر بای د سی          | Luke Davies ‡‡                                                    | شیر (فیلم ۲۰۱۶)                  |
| 2016 | بری جنکینز ‡                                                                    | مهتاب (فیلم ۲۰۱۶)        | تام فورد                                                          | حیوانات شب‌زی (فیلم)              |
| 2016 | یورگوس لانتیموس و Efthimis Filippou ††                                          | خرچنگ (فیلم)             | Todd Komarnicki                                                   | سالی (فیلم ۲۰۱۶)                 |
| 2016 | جف نیکولز                                                                       | لاوینگ (فیلم ۲۰۱۶)       | Allison Schroeder و تئودور ملفی ‡‡                                | ارقام پنهان                      |
| 2016 | تیلور شریدان ††                                                                 | اگر سنگ از آسمان ببارد   | آگوست ویلسون ‡‡                                                   | حصارها (فیلم)                    |